# Sân vận động Arsenal (Tula)
Arsenal Stadium là một sân vận động đa năng ở Tula, Nga. Nơi đây, diễn ra các trận đấu bóng đá của câu lạc bộ FC Arsenal Tula. Sân vận động được xây dựng vào năm 1959 và có sức chứa 20.048 người.